# Presidentvalet i Finland 1962
Presidentvalet i Finland 1962 vanns redan i första elektorsomröstningsomgången av den sittande presidenten, Urho Kekkonen. Kekkonens kandidatur stöddes framför allt av Agrarförbundet, en majoritet inom Finska folkpartiet och en minoritet inom Svenska Folkpartiet.
Presidentvalet hade föregåtts av den så kallade notkrisen året innan, vilken hade gjort att Kekkonen tidigarelade valet och att oppositionens tilltänkte kandidat Olavi Honka inte ställde upp i valet. Det har påståtts att notkrisen var ett sätt för Sovjetunionen att se till att Kekkonen, som ryssarna tyckte sig kunna lita på, kunde bli återvald.
Ett parti avstod från att anmäla en egen presidentkandidat och tre nominerade var för sig samma kandidat.

## Valresultat

### Valmanskårens val av elektorer
| Valförbund                                                                               | Parti                                    | Elektorer | Röster    | Andel  |
| ---------------------------------------------------------------------------------------- | ---------------------------------------- | --------- | --------- | ------ |
| Urho Kekkonens valförbund                                                                | A+B+C+D                                  | 145       | 975 248   | 44,3 % |
|                                                                                          | A Agrarförbundet                         | 111       | 698 199   | 31,7 % |
|                                                                                          | B Finska folkpartiet (majoritet)         | 21        | 165 489   | 7,5 %  |
|                                                                                          | C Svenska folkpartiet (minoritet)        | 6         | 35 599    | 1,6 %  |
|                                                                                          | D Övriga                                 | 7         | 75 961    | 3,5 %  |
| Demokratiska förbundet för Finlands folk                                                 | Demokratiska förbundet för Finlands folk | 63        | 451 750   | 20,5 % |
| Samlingspartiets, De Frisinnades Förbunds och Finska folkpartiets (minoritet) valförbund | A+B+C                                    | 39        | 307 897   | 14,0 % |
|                                                                                          | A Samlingspartiet                        | 37        | 288 912   | 13,1 % |
|                                                                                          | B De Frisinnades Förbund                 | 1         | 7 898     | 0,4 %  |
|                                                                                          | C Finska folkpartiet (minoritet)         | 1         | 11 087    | 0,5 %  |
| Socialdemokraterna                                                                       | Socialdemokraterna                       | 36        | 289 366   | 13,1 % |
| Svenska folkpartiet (majoritet)                                                          | Svenska folkpartiet (majoritet)          | 15        | 111 741   | 5,1 %  |
| ASSF                                                                                     | ASSF                                     | 2         | 66 166    | 3,0 %  |
| Övriga                                                                                   | Övriga                                   | -         | 36        | 0,0 %  |
| Totalt                                                                                   | Totalt                                   | 300       | 2 202 204 | 100 %  |
| Källa: Suomen virallinen tilasto. 29 A. Vaalitilasto, 27.                                |                                          |           |           |        |

### Resultat av elektorsvalet avrepublikens president
| Kandidat      | Nominerande parti        | Röster |
| ------------- | ------------------------ | ------ |
| Urho Kekkonen | Agrarförbundet, FFP, SFP | 199    |
| Paavo Aitio   | DFFF                     | 62     |
| Rafael Paasio | SDP                      | 37     |
| Emil Skog     | ASSF                     | 2      |